# Sostea madagascariensis
Sostea madagascariensis is een keversoort uit de familie ruighaarkevers (Dryopidae). De wetenschappelijke naam van de soort werd in 1902 gepubliceerd door Antoine Henri Grouvelle.